# Incidente de Goshi (14 de agosto de 1974)
El incidente de Goshi, sucedido en el distrito de Lárnaca, fue un hecho en el cual tres integrantes de la Fuerza de Paz de Naciones Unidas en Chipre (UNFICYP) murieron por el ataque de la aviación turca durante la invasión de ese país a la isla, el 14 de agosto de 1974.

## Situación de Goshi antes de los hechos
Goshi es una localidad, hoy abandonada, ubicada a 13 km al NE de Lárnaca, sobre la ruta que conecta esa ciudad con Nicosia, en el sector controlado actualmente por el gobierno de Chipre. Antes de la invasión turca a la isla (1974) y desde los tiempos del Imperio Otomano, Goshi era étnicamente turcochipriota. En 1973, albergaba a 244 personas, incluyendo refugiados de la vecindades. Esta situación transformaba a la localidad en una posición vital pues permitía a los combatientes turcochipriotas cortar a ruta que unía a las dos importantes ciudades.
Durante las operaciones militares turcas de 1974, se acuerda un alto el fuego que entra en vigencia el 22 de julio. Aprovechando esa oportunidad, el jefe del contingente austríaco de UNFICYP, con responsabilidad en el sector de Lárnaca, negoció con las milicias turcochipriotas su apartanamiento hacia al oeste de la villa,  dejando el tránsito fuera de su alcance. Simultáneamente estableció un puesto observatorio sobre la ruta Nicosia - Lárnaca.

## Desarrollo del incidente
El 14 de agosto de 1974, a poco de iniciarse la segunda fase de la Operación Atila (nombre de la invasión turca a la isla), cuando los turcos rompen el alto el fuego, se produjo el incidente que le costaría la vida a tres integrantes de UNFICYP pertenecientes al Ejército de Austria: Teniente Primero Johann Izay; Sargento Mayor Paul Decombe y Cabo August Isaak:
- A las 1000 hs, la Guardia Nacional de Chipre comenzó un despliegue para el ataque a Goshi para evitar un posible corte de la ruta Larnaca – Nicosia. El contingente austriaco de Naciones Unidas observa unos treinta camiones abandonando Lárnaca, apreciando un ataque a la villa.[3]
- Siendo las 1130, el teniente Johann Izay recibe la orden de mediar entre la Guardia Nacional y el TMT.[2]
- A las 1300, Izay recibe la respuesta del líder turcochipriota que  no se rendiría. Posteriormente Izay recibió órdenes de dejar Goshi informar al jefe local de la Guardia Nacional y desplazarse al sur de Goshi.[2]
- Aproximadamente a las 1400,  se inició el ataque de la Guardia Nacional.[2]
- A las 1510, Izay reportó el sobrevuelo de aviones turcos. Diez minutos más tarde, a un kilómetro de Goshi (coordenadas WD 475-704), dos aviones North American F-100 Super Sabre atacaron con cañones y napalm al Jeep Land Rover que, siguiendo las reglas de Naciones Unidas, estaba pintado de blanco con las letreas UN en negro. El jeep, estaba tripulado por cuatro soldados austriacos. Como resultado mueren tres austríacos, sobreviviendo el cabo Francisco Sattlecker.[4]
- Los cuerpos fueron repatriados a Austria el 21 de agosto de 1974.

## Legado
En el lugar existe un monumento evocando a los tres fallecidos. Posee una placa con la inscripción "Caídos por la Paz".
Tradicionalmente, en la fecha de muerte de los militares, personal del contingente austríaco de UNFICYP rinde tributo a sus camaradas en el lugar.